# Alone Again (Naturally)
Alone Again (Naturally) è una canzone del cantautore irlandese Gilbert O'Sullivan, scritta nel 1972.
Pubblicata come singolo, è rimasta per sei settimane non consecutive in testa alle classifiche.

## Descrizione
Questa canzone si presenta come una ballata. Il testo, molto triste, parla di un uomo che si ritrova di colpo solo e pensa al suicidio, sentendosi abbandonato da tutti.
Nel corso della canzone l'autore si sofferma su come la vita lo abbia distrutto agevolmente e rapidamente e su come fosse felice e contento qualche giorno prima, chiedendosi come mai Dio lo avesse abbandonato e riflettendo su quanti cuori spezzati che nessuno cura esistono nel mondo.
Nell'ultima strofa il protagonista ricorda la morte dei genitori, come la madre sessantacinquenne si fosse sentita distrutta dalla perdita dell'uomo che maggiormente amava e come lui si fosse sentito solo quando lei morì.
Gilbert O'Sullivan ha dichiarato in diverse occasioni che il testo non era minimamente autobiografico.